# Kubilay Aka
Kubilay Aka (* 12. April 1995 in Istanbul) ist ein türkischer Schauspieler.

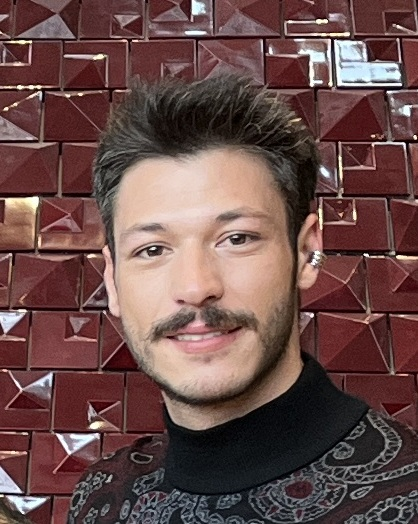

## Leben und Karriere
Aka wurde am 12. April 1995 in Istanbul geboren. Er studierte an der Anadolu Üniversitesi. Sein Debüt gab er 2016 in Vatanım Sensin. Danach wurde er für die Serie Çukur gecastet. 2017 trat er in Arif V 216 auf. Außerdem spielte er 2018 in Aşk Bu Mu? die Hauptrolle.
2020 bekam er in der Netflixserie Aşk 101 die Hauptrolle. September 2020 wurde Aka zusammen mit seinen Schauspielkollegen Alina Boz und İpek Filiz Yazıcı positiv auf COVID-19 getestet. Seit 2022 spielt er in Sadece Arkadaşız mit.

## Filmografie
Filme
- 2017: Arif V 216
- 2019: Aşk Bu Mu?

Serien
- 2016–2017: Vatanım Sensin
- 2017–2021: Çukur
- 2020–2021: Love 101 (Aşk 101)
- 2021: Cam Tavanlar
- seit 2021: Bunu Bi Düşünün
- 2022: Oğlum
- 2022: Maske Kimsin Sen?
- seit 2022: Sadece Arkadaşız

## Diskografie
Singles
- 2018: Gamzendeki Çukur (mit Hayko Cepkin)
- 2019: Çukur Benim (mit Ozan Doğulu & Ceylan Ertem)
- 2021: Kopar
- 2021: Bu Sokaklar Acıya Kardeş Olur (mit Toygar Işıklı)